# Fimbristylis bivalvis
Fimbristylis bivalvis är en halvgräsart som först beskrevs av Jean-Baptiste de Lamarck, och fick sitt nu gällande namn av Kaare Arnstein Lye. Fimbristylis bivalvis ingår i släktet Fimbristylis och familjen halvgräs. Inga underarter finns listade i Catalogue of Life.